# Nicolae Vasilescu (kolarz)
Nicolae Vasilescu – rumuński kolarz szosowy. Zwycięzca wyścigu dokoła Rumunii w 1953.